# Del altar a la tumba
Del altar a la tumba é uma telenovela mexicana, produzida pela Televisa e exibida em 1966 pelo Telesistema Mexicano.

## Elenco
- Alicia Rodríguez
- José Gálvez
- Liliana Durán
- Anita Blanch